# 플라이트플랜
플라이트플랜(Flightplan)은 2005년 공개된 미국의 스릴러 영화이다.

## 소개
비행기의 구조를 잘 아는 주인공은 자기의 남편이 추락사로 죽자 할머니 할아버지가 있는 미국으로 갈려고 비행기를 탄다. 근데 갑자기 주인공이 한 눈 판 사이의 자신의 딸 줄리아가 사라진다. 과연 주인공은 줄리아를 찾을 수 있을까?

## 줄거리
최근 남편을 잃은 베를린에 거주하는 미국 항공 엔지니어 카일 프랫은 남편 데이비드의 시신을 미국으로 운송하고 있다. 6살 딸 줄리아와 함께, 카일이 설계에 참여한 새로운 이층 항공기에 탑승한다.
낮잠에서 깨어난 카일은 줄리아가 사라지고 아무도 줄리아를 본 사람이 없다는 것을 알게 된다. 승무원 스테파니는 딸이 비행기에 탑승했다는 기록이 없으며 줄리아의 탑승권과 배낭이 없어졌다고 말한다.
당황한 카일의 주장으로 마커스 리치 기장은 수색을 실시하고, 스카이 마셜 진 카슨은 그녀를 감시한다. 카일은 전날 밤 두 명의 아랍인 승객이 딸을 스토킹했다고 비난하고, 이로 인해 싸움이 벌어져 수갑이 채워진다.
카일은 남편이 건물 옥상에서 떨어진 것으로 보이며 자살이 아니라고 의심한다고 밝힌다. 리치 기장은 베를린 병원에서 줄리아가 아버지와 함께 사망했다는 메시지를 받고, 남편과 딸의 죽음으로 정신이 이상해진 카일이 딸을 비행기에 데려왔다고 상상했을 것이라고 확신한다. 점점 더 불안해하는 카일은 자신의 좌석에 감금되고, 치료사 리사가 그녀를 위로한다. 카일은 자신의 정신 상태를 의심하다가 좌석 옆 창문 유리창의 물방울 자국에 줄리아가 그린 하트 모양을 발견한다.
카일은 화장실 사용을 요청하고, 그곳에서 머리 위 천장 공간으로 기어들어가 항공기 전자를 손상시킨다. 이로 인한 혼란 속에서 그녀는 덤웨이터를 타고 아래 화물칸으로 내려가 데이비드의 관을 열고 줄리아가 안에 있을 것으로 의심하지만 남편의 시신만 발견한다. 카슨은 카일에게 수갑을 채워 좌석으로 데려가고, 비행기가 비상 착륙으로 구스 베이 공항, 뉴펀들랜드 래브라도주에 들르게 되며, 그곳에서 카일은 구금될 것이라고 설명한다.
카일은 카슨에게 화물칸을 수색해 달라고 간청한다. 그는 몰래 화물칸으로 내려가 데이비드의 관 안에 숨겨진 폭발물 두 개와 기폭 장치를 제거하고, 그 폭발물을 항공전자 구역에 설치한다. 카슨, 스테파니, 그리고 베를린 영안실 책임자가 5천만 달러의 몸값을 위해 항공기를 납치하고 카일을 범인으로 몰아세우기로 공모했으며, 카일이 관을 열도록 강요하기 위해 줄리아를 납치했다는 것이 밝혀진다. 카슨은 또한 리치에게 카일이 은행 계좌로 몸값을 송금하고 착륙 시 G3 항공기를 준비하지 않으면 항공기를 폭파시키겠다고 협박하고 있다고 거짓 주장한다. 그런 다음 그는 폭발물을 터뜨려 줄리아를 죽이고, 카일에게 기폭 장치를 쥐여준 채 사망한 것으로 만들 계획이다.
뉴펀들랜드에 착륙하자 승객들이 항공기에서 내리면서 FBI 요원들이 여객기를 둘러싼다. 카일은 리치에게 맞서고, 리치는 몸값이 지불되었다고 화를 내며 선언한다. 카슨이 범인임을 깨달은 카일은 재빨리 납치범 역할을 맡아 카슨에게 기내에 남아 있으라고 명령하고 승무원들에게 하차하라고 지시한다.
비행기 문이 닫히자 카일은 소화기로 카슨을 기절시키고, 그를 난간에 수갑을 채우고, 그의 주머니에서 기폭 장치를 꺼낸다. 그는 재빨리 의식을 되찾고 스스로 풀려나 카일을 쫓아간다. 카일은 조종석에 자신을 가둔다. 그녀는 카슨을 꾀어내기 위해 상부층 해치 문 밖으로 바인더를 던져 탈출한다. 카일과의 다툼 후, 죄책감에 시달린 스테파니는 여객기에서 도망친다.
카일은 의식을 잃은 줄리아를 발견하지만 카슨이 도착하여 자신이 폭발물을 관 안에 밀반입하기 위해 데이비드를 살해했고, 승객이나 승무원 중 누구도 눈치채지 못할 것이라고 생각하여 줄리아를 입막음하고 음식물 쓰레기통에 버렸다고 밝힌다. 카슨이 그녀에게 총을 쏘는 동안 카일은 줄리아와 함께 비행기의 불연성 화물칸으로 도망친다. 그녀는 폭발물을 터뜨려 그를 죽이고 착륙 장치를 손상시키지만, 그녀와 줄리아는 아무런 상처 없이 나타나고 모든 사람들은 그녀가 처음부터 진실을 말하고 있었다는 것을 깨닫는다.
다음 날 아침, 공항 승객 대기 구역에서 리치 기장은 줄리아를 안고 앉아 있는 카일에게 사과하고, 스테파니는 FBI 요원들에게 끌려간다. 한 요원이 그들에게 다가와 베를린 영안실 책임자도 체포되었으며, 비행 기록에서 줄리아의 기록을 지운 다른 공범을 추적 중이라고 알린다.
카일은 승객들 사이로 줄리아를 안고 걸어가며 조용히 자신의 결백을 입증한다. 한 아랍인이 카일이 짐을 대기 중인 밴에 싣는 것을 돕는 동안 줄리아는 잠에서 깨어나 졸린 목소리로 "아직 도착 안 했어요?"라고 묻고, 그들은 차를 몰고 떠난다.

## 출연

### 주연
- 조디 포스터

### 조연
- 피터 사스가드
- 에리카 크리스틴슨
- 케이트 비핸
- 그레타 스카치
- 주디스 스콧
- 숀 빈

## 기타
- 미술: 알렉 해몬드
- 의상: 수잔 라이얼
- 배역: 데보라 아퀼라
- 배역: 메리 트리샤 우드
- 배역: 제니퍼 L. 스미스

## 같이 보기
- 플라이트 플랜 (항공)